# Авремешть (Васлуй)
Авремешть, Авремешті (рум. Avrămești) — село у повіті Васлуй в Румунії. Входить до складу комуни Войнешть.
Село розташоване на відстані 254 км на північ від Бухареста, 29 км на захід від Васлуя, 69 км на південь від Ясс, 135 км на північ від Галаца.

## Населення
За даними перепису населення 2002 року у селі проживали 683 особи, усі — румуни. Усі жителі села рідною мовою назвали румунську.